# Torsten Steinby
Torsten Steinby (geboren am 25. Juli 1908 in Helsinki; gestorben am 16. Oktober 1995 in Helsinki) war ein finnlandschwedischer Historiker, Journalist und Sachbuchautor.
Steinby legte sein Magisterexamen in Geschichte 1935 an der Universität Helsinki ab und war zunächst Lehrer und Schulrektor. Nach dem Zweiten Weltkrieg arbeitete Steinby, der bereits während seines Studiums als Redakteur für das Studentbladet tätig war, als freier Publizist. Im Jahr 1945 erschien sein erstes Buch „Romerska år och minnen: en bok om Finland i Rom.“ Nach einer Reihe von Beiträgen für das Hufvudstadsbladet erhielt er eine Anstellung und wurde stellvertretender Chefredakteur des Blattes.
Steinby hatte ein sehr gutes Verhältnis zu dem finnischen Zeitungsmagnaten Amos Anderson, Mäzen und Kulturpersönlichkeit mit Interesse an Europas antiker Kultur. Anderson stellte 1938 das Grundkapital für die Stiftung eines in Rom zu gründenden Institutum Romanum Finlandiae, das nach dem Vorbild des 1925 gegründeten Svenska Institutet i Rom eingerichtet werden sollte. Nach dem Krieg wurde Steinby 1948 Stiftungssekretär. Als der Stiftung 1951 anonym eine hohe Geldsumme zufloss, wurde die Gründung des Instituts in Rom mit Nachdruck betrieben und die stadtrömischen Villa Lante auf dem Gianicolo in Rom durch den finnischen Staat erworben. Nach Restaurierungsarbeiten kam es 1954 zur Eröffnung des Institutum Romanum Finlandiae, das der Forschung und Lehre zum kulturellen Erbe des antiken Rom dient und die gewonnenen Kenntnisse in Finnland einer breiten Öffentlichkeit zugänglich machen soll.
Steinby war von 1953 bis 1955 dessen Gründungsdirektor. Im Jahr 1956 wurde er an der Universität Helsinki mit einer Arbeit über die „Zirkulation schriftlicher Nachrichten und Meinungsbildung zur Zeit Ciceros“ (schwedischer Originaltitel Romersk publicistik: skriftlig nyhetstjänst och opinion under Ciceros tid) promoviert. Im Jahr 1960 wurde er Chefredakteur Hufvudstadsbladet, der größten schwedischsprachigen Tageszeitung in Finnland, und behielt diese Stellung bis zu seiner Pensionierung 1974.
Steinby wurde 1964 gewähltes Mitglied der Schwedischen Literaturgesellschaft in Finnland, deren Vorsitzender er von 1974 bis 1979 ebenfalls war. Im Jahr 1974 wurde ihm der Professorentitel verliehen. Für seine publizistische Tätigkeit erhielt Steinby den finnischen Karl-Emil-Tollander-Preis 1984 und den schwedischen Finnland-Preis der Schwedischen Akademie 1986.

## Schriften (Auswahl)
- Finland i den eviga staden. Anderson, Helsinki 1951
- Romerska bilder. Geber, Stockholm 1953
- Villa Lante. Institutum Romanum Finlandiae, Helsinki 1953
- Romersk publicistik. Skriftlig nyhetstjänst och opinion under Ciceros tid. Tilgmann, Helsinki 1956
- På Gianicolo. Helsinki 1958
- Finlands tidningspress. En historisk översikt. Sveriges Finlandsföreningars riksförbund, Stockholm 1963
- Peter Forsskål och tankar om borgerliga friheten. Hufvudstadsbladet, Helsinki 1970
- Försäkrings tidskrift 1905–1913. Helsinki 1977
- Amos Anderson. Föreningen Konstsamfund, Helsinki 1979
- Johan Jakob Nervander i Sverige. Sällskapet, Helsinki 1988
- Forskning och vitterhet: Svenska litteratursällskapet i Finland 1885–1985. Sällskapet, Helsinki 1989
- Johan Jakob Nervander. Föreningen Konstsamfund, Helsinki 1991
- Elva uppsatser. Föreningen Konstsamfund, Helsinki 1992
- J.J. Nervander och Jephtas bok. Östra Nylands tryckeri, Lovisa 1993